# آرثر آغي
آرثر آغي (بالإنجليزية: Arthur Agee)‏ هو لاعب كرة سلة وممثل أمريكي، ولد في 22 أكتوبر 1972 في شيكاغو في الولايات المتحدة.

## وصلات خارجية
- الموقع الرسمي
- آرثر آغي على موقع IMDb (الإنجليزية)
- آرثر آغي على موقع قاعدة بيانات الفيلم (الإنجليزية)